# Варламовка (Кировоградская область)
Варламовка (укр. Варламівка) — село в Кетрисановской сельской общине Кропивницкого района Кировоградской области Украины. До 19 июля 2020 года входило в состав Бобринецкого района.
Население по переписи 2001 года составляло 56 человек. Почтовый индекс — 27233. Телефонный код — 5257. Занимает площадь 1,017 км². Код КОАТУУ — 3520880802.